# Friedrich Kaltenegger von Riedhorst
Friedrich Kaltenegger, ab 1858 Ritter von Riedhorst, (* 22. Oktober 1820 in Triest; † 28. Oktober 1892 in Wien) war ein österreichischer Beamter und Politiker.

## Leben
Kaltenegger wuchs, nachdem seine Mutter bereits früh verstorben war, in der Familie von Marie Pachler mit deren Sohn Faust Pachler auf. Er absolvierte ein Studium der Politik- und Rechtswissenschaft an der Universität Graz und bestand dieses mit "summa cum laude". 1841 wurde er beim Kriminal- und Justizmagistrat in Graz Rechtspraktikant. 1843 wechselte er zur Kameralprokuratur, bei der er ohne Unterbrechung bis zu seinem Tode verblieb. Seine Ausbildung schloss er 1844 mit der Promotion zum Dr. iur. und endgültig 1853 mit der Advokatursprüfung ab. Nachdem sein Vater, der Finanzrat Franz Kaltenegger mit Entschließung vom 18. Jänner 1858 durch die Verleihung des Ordens der Eisernen Krone III. Klasse geehrt wurde, erfolgte die Nobilitierung der Familie mit dem Zusatz Ritter von Riedhorst.
Kaltenegger kam 1858 als Finanzrat zur Finanzprokuraturabteilung nach Laibach. Als 1867 dort eine eigene Finanzprokuratur errichtet wurde, erhielt er die Beförderung zum Oberfinanzrat und Finanzprokurator. In seiner Zeit in Laibach war er mehrere Jahre Mitglied des Gemeinderats sowie Vizebürgermeister von Laibach. Zudem war Abgeordneter des Krainer Landtags sowie von 1872 bis 1881 Landeshauptmann von Krain.
Kaltenegger kam Ende 1880 als wirklicher Hofrat und Finanzprokurator nach Wien. Dort wurde Mitglied des Herrenhauses und 1878 durch das Herrenhaus zum Mitglied des Staatsgerichtshofes gewählt. Er verstarb an einer Lungenentzündung und wurde auf dem Leonhardsfriedhof in Graz beigesetzt.
Oskar Ritter Kaltenegger von Riedhorst war sein Enkel.

## Ehrungen
- 1875: Hofrat
- 1. September 1877: Ritter des österreichisch-kaiserlichern Leopold-Ordens[2]
- Ehrenbürger von Laibach und Weixelburg